# Memecylon rubiflorum
Memecylon rubiflorum är en tvåhjärtbladig växtart som beskrevs av Jacq.-fel.. Memecylon rubiflorum ingår i släktet Memecylon och familjen Melastomataceae.
Artens utbredningsområde är Madagaskar. Inga underarter finns listade i Catalogue of Life.